# Arques (Aude)
Arques település Franciaországban, Aude megyében. Lakosainak száma 253 fő (2022. január 1.). Arques Albières, Bouisse, Fourtou, Peyrolles, Rennes-les-Bains, Sougraigne és Valmigère községekkel határos.

## Népesség
A település népességének változása:
| Lakosok száma | 210  | 201  | 210  | 253  | 240  | 239  | 254  | 262  | 261  | 253  |
|               | 1968 | 1982 | 1990 | 2006 | 2013 | 2015 | 2017 | 2019 | 2020 | 2022 |